# American Roll-on Roll-off Carrier
American Roll-on Roll-off Carrier LLC, kurz ARC, ist eine US-amerikanische Reederei, die mit RoRo-Schiffen unter anderem auch für das Verteidigungsministerium der Vereinigten Staaten tätig ist.

## Geschichte
Das Unternehmen wurde 1990 gegründet und gehört, wie die Reedereien EUKOR, UECC und WWL, zur weltweit tätigen Wallenius Wilhelmsen Gruppe. Das Unternehmen sitzt in Baltimore, Maryland, die Niederlassung für Europa ist in Bremerhaven.
ARC betreibt eine Flotte von RoRo-Schiffen mit einem System von festen und höhenverstellbaren Decks. Dieses System ermöglicht es, die Schiffe schnell unterschiedlichen Ladungen anzupassen und die Ladekapazität zu maximieren. 
Die Frachter Resolve, Endurance und Freedom brachten im Januar 2017 mehrere tausend Fahrzeuge für die Operation Atlantic Resolve nach Bremerhaven.

## Flotte
| Name                                     | Bauwerft/ Baunummer                                                 | IMO-Nummer | Ablieferung       | Bemerkungen | Bild |
| ---------------------------------------- | ------------------------------------------------------------------- | ---------- | ----------------- | --- | ---- |
| Integrity (ex Otello)                    | Hitachi, Maizuru/4852                                               | 8919934    | September 1992    | |      |
| Independence II (ex Titus)               | Daewoo Heavy Industries, Okpo/4411                                  | 9070448    | 1. November 1994  | |      |
| Resolve (ex Tanabata, ex NOSAC Tanabata) | Sumitomo Heavy Industries Marine & Engineering Company, Oppama/1198 | 9080297    | November 1994     | |      |
| Endurance (ex Taronga)                   | Mitsubishi Heavy Industries, Nagasaki/2109                          | 9121273    | 16. Dezember 1996 | |      |
| Honor (ex Takasago)                      | Sumitomo Heavy Industries & Marine Engineering Company, Oppama/1214 | 9126297    | 17. Dezember 1996 | |      |
| Freedom (ex Takamine)                    | Sumitomo Heavy Industries & Marine Engineering Company, Oppama/1215 | 9129706    | 18. März 1997     | [ 6 ] [ 7 ] |      |
| Liberty (ex Topeka)                      | Mitsubishi Heavy Industries, Nagasaki/2213                          | 9310109    | 30. Juni 2006     | |      |
| Patriot (ex Aida)                        | Daewoo Heavy Industries, Okpo/4442                                  | 9316139    | 26. Mai 2006      | |      |
| Courage (ex Aida)                        | Hitachi Shipbuilding, Maizuru                                       | 8919922    | 1991              | Das Schiff Aida wurde im September 2005 in Courage umbenannt. Es erlitt 2015 einen schweren Brand und wurde später 2016 in Aliağa abgebrochen. |      |
| Arc Independence                         |                                                                     | 9332925    | 2007              | |      |
| ARC Resolve                              |                                                                     | 9316141    | 2006              | |      |
| Arc Integrity                            |                                                                     | 9332949    | 2008              | |      |
| Arc Defender                             |                                                                     | 9375264    | 2008              | |      |
| Arc Commitment                           |                                                                     | 9505039    | 2011              | |      |